# Hampsonodes latifascia
Hampsonodes latifascia är en fjärilsart som beskrevs av Walker 1865. Hampsonodes latifascia ingår i släktet Hampsonodes och familjen nattflyn. Inga underarter finns listade i Catalogue of Life.